# Dmosin Pierwszy
Dmosin Pierwszy [pronunciación en polaco: /ˈdmɔɕin ˈpjɛrfʂɨ/] ("Dmosin el primero") es un unidad administrativa ubicada en el distrito administrativo de Gmina Dmosin, dentro del Distrito de Brzeziny, Voivodato de Łódź, en Polonia central. Es una   de las tres unidades administrativas (Dmosin, Dmosin Pierwszy y Dmosin Drugi) logrando que la locación sea conocida como Dmosin. Se encuentra aproximadamente a 2 kilómetros al oeste de Dmosin, a 14 kilómetros al norte de Brzeziny, y a 25 kilómetros al noreste de la capital regional Łódź.
El pueblo tiene una población de 190 habitantes.